# Oraovica (Radovis)
Oraovica (macedónul: Ораовица) település Észak-Macedóniában, a Délkeleti körzetben, a Radovisi járásban.

## Népesség
| Lakosok száma | 1124 | 1287 | 1294 | 1555 | 1664 | 1683 | 1687 | 1720 | 1103 |
|               | 1948 | 1953 | 1961 | 1971 | 1981 | 1991 | 1994 | 2002 | 2021 |

- 2002-ben 1720 lakosa volt, akik közül 1698 macedón, 11 török, 5 szerb, 2 roma, 1 vlach és 3 egyéb.